# Abdulkadir Inan

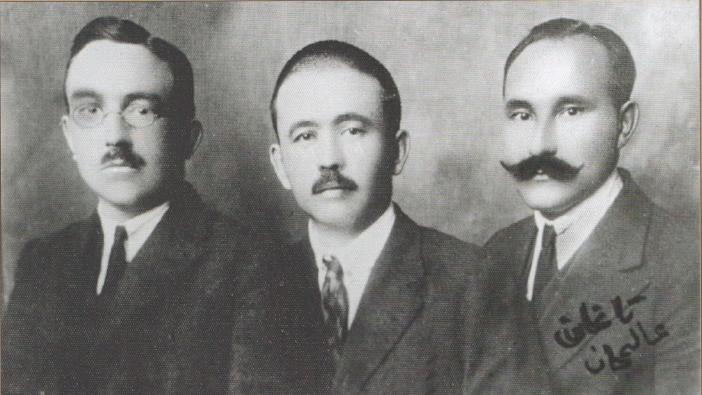
De la stânga la dreapta: A. Validi, A. Inan, G. Tagan la Budapesta în 1925.

 Abdulkadir Inan   (în rusă Абдулкадир Инан, în bașchiră Әбделҡадир Инан, n. 29 octombrie 1889, Sarikulmiak⁠(d), Yekaterinburgsky Uyezd⁠(d), Gubernia Perm⁠(d), Imperiul Rus – d. 26 iulie 1976, Istanbul, Turcia) este pseudonimul istoricului, scriitorului și folcloristului bașchir Fathelkadir Mustafievici Suleymanov (rusă Фатхелкадир Мустафиевич Сулейманов, bașchiră Фәтхелҡадир Мостафа улы Сөләймәнов). Este autorul a peste 350 de articole științifice. Abdulkadir Inan a făcut cercetări despre vechea religie și cultură turcă.  Pe lângă toate dialectele turcești, Abdulkadir İnan știa limbile arabă, persană, rusă și germană.

## Biografie
După izbucnirea primului război mondial, a fost chemat pe front. După Revoluția din Februarie,  ca soldat al garnizoanei Ekaterinburg a fost ales ca delegat al celui de-al doilea Congres al Muncitorilor, țăranilor și soldaților din Ural. În primii ani după Revoluția din Octombrie, Abdulkadir Inan a fost un participant activ la mișcarea de eliberare națională a bașchirilor.
Anii 1913-1916 s-au dovedit a fi cei mai creativi din biografia scriitorului. A publicat sub pseudonimul „Inan” (care înseamnă „cred” în limba turcă), numele ales l-a explicat astfel: 
„Cred în trei lucruri. Prima este religia islamului, al doilea este știința, al treilea este o mare națiune turcă. Numele Inan înseamnă credința mea în aceste trei forțe.”
În 1919-1920, în calitate de membru al guvernului bașchir, a participat activ la structura guvernului Republicii Bașkir, a lucrat în Sterlitamak, Ufa și Moscova.
Din aprilie 1920, Inan fost membru al consiliului de administrație al Editurii de Stat a Republicii Autonome Sovietice Bașchire. Nefiind de acord cu restrângerea drepturilor Republicii, pentru a protesta împotriva deciziei Comitetului Executiv Central al RSFS Rusă cu privire la autonomia Republicii Bașchire,  din data de 19 mai 1920 a părăsit postul și a plecat în Asia Centrală, și apoi în 1923 cu Ahmetzaki Validi (stânga în imagine) a părăsit Rusia Sovietică și a emigrat în Turcia. A lucrat la Institutul de Turcologie din Istanbul, la Societatea Lingvistică Turcă, Departamentul de Religie, Institutul de Cultură.